# Consell departamental de la Loira
El Consell departamental de la Loira és l'assemblea deliberant del departament francès de la Loira, a la regió d'Alvèrnia-Roine-Alps. La seu es troba a Saint-Étienne.

## Composició
El març de 2015 el Consell departamental del Loira era constituït per 42 elegits pels 21 cantons.